# Göta älvs ångbåtslinjer

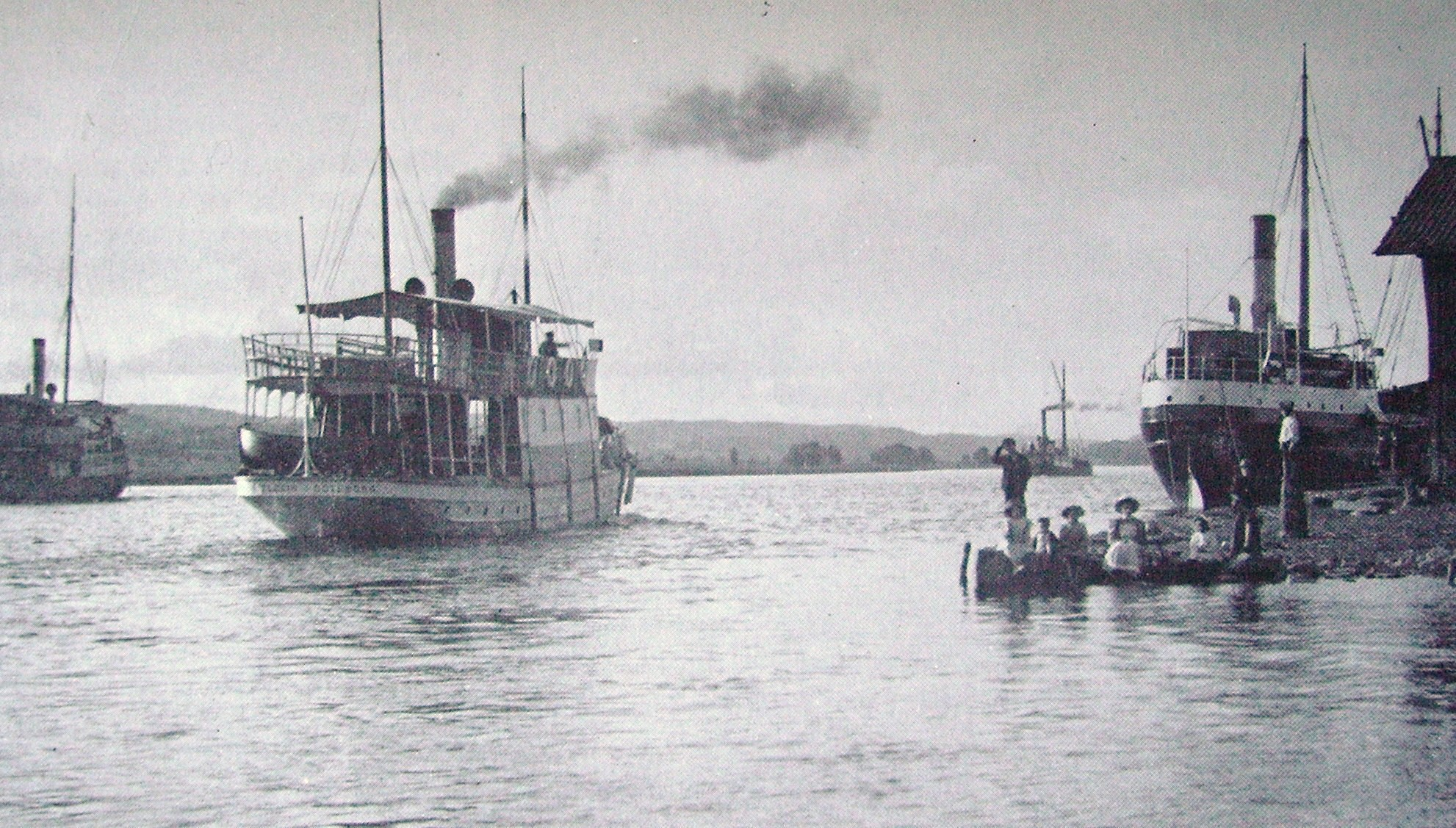
Ångbåten Tessin lämnar Lödöse. Till höger i bild AB Lödöse Varfs lastångare Lisa. Foto: Lödöse museum.

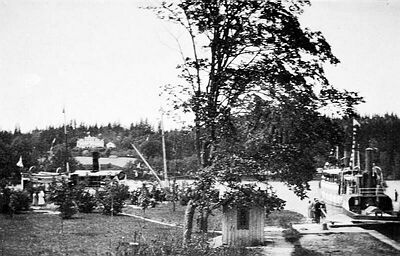
Ångarna Necken och Elfängen vid infarten till de äldre slussarna i Trollhättan 1923.

Passagerartrafiken på Göta älv, Nordre älv och Trollhätte kanal sköttes från 1830-talet till 1950-talet av älvbåtar, vilka älvdalens jordbrukare och fabriker var beroende av för att kunna transportera produkter och jordbruksvaror till Göteborg och torgen för försäljning. Trafiken förband Göteborg med Kungälv, Trollhättan och Vänersborg. Turerna sträckte sig även till norra Halland, Bohusläns södra kust och till orter vid Vänern. Det fanns lokala båtlinjer i Göteborgs hamn, liksom mellan Bohus och Kungälv. Säveån trafikerades under en tid av en ångslup som kallades Kaffebrännaren, den forslade bland annat beväringar till Kvibergs kaserner. Numer är det endast inom Göteborgs hamn det fortfarande finns reguljär turtrafik med Älvsnabben. I Trollhättan görs turistturer sommartid av rederiet Strömkarlen med Elfkungen (IV) (motoriserat ångfartyg byggt 1885 som Wärsta på W. Lindbergs Varvs- och Verkstads AB (Södra varvet) i Stockholm).. 
Innan tågtrafiken på Bergslagsbanan mellan Göteborg och Trollhättan började 1877, var ångbåt det snabbaste färdmedlet på sträckan. Länge efter det kunde ångbåtarna konkurrera med lägre priser. Mellan 1896 och 1907 var trafiken som störst, då det fanns 12 älvbåtar i drift för 9 rederier. Verksamheten sköttes från Göteborg, Kungälv, Nol, Lödöse, Lilla Edet, Trollhättan och Vänersborg. Utefter älven fanns det 24 bryggor på bohussidan, som var utan järnvägslinje, och 25 bryggor på västgötasidan. En del bryggor hade väntsalar. Dessutom förekom försäljning av rusdrycker ombord, fram till 1902 då rätten för utskänkning av rusdrycker upphävdes av länsstyrelsen. Det förekom även att de ångfartyg som trafikerade Göta kanal angjorde älvens ångbåtsbryggor.

## Rederier, båtar, varv och linjer
Ordnade i kronologisk ordning från verksamhetens start.
- Elfstyrelsen, Göteborg:
  - Götha Elf (I), (hjulångare byggd 1833 på Motala Verkstad), Göteborg-Ström (Lilla Edet), förliste 1855 i Göteborg.[5]

- Lilla Edets Ångfartygs AB:
  - Lilla Edet (I) (ångslup byggt 1859 på Lindholmens varv) 1859-1869 Göteborg-Lilla Edet.[6][7]
  - Elfkungen (II) (ångfartyg byggt 1866 på Lindholmen) 1866-1868 Särö-Göteborg-Trollhättan.[8][9]

- Kongelfs Ångbåts AB (1861-1895):
  - Kongelf (I) (ångslup byggd 1861 på Keillers Werkstad (Götaverken)) 1861-1866 Göteborg-Kungälv.[10][11]
  - Kongelf (II) (ångslup byggd 1866 på Lindholmen) 1866-1875 Göteborg-Kungälv.[10][12]
  - Kongelf (III) (ångslup byggd 1875 på Eriksbergs Mekaniska Verkstad) 1875-1904 Göteborg-Kungälv, 1904-1908 Göteborgs hamn.[10][13]
  - Tessin (ångfartyg byggt 1870 på Lindholmen) 1889-1897 Göteborg-Kungälv-Kornhall.[14][15]

- Ångfartygs AB Särö, Särö:
  - Särö (I), (ångfartyg byggt 1864 på Keillers Werkstad), 1864-1867 Onsala-Särö-Göteborg-Lilla Edet.[16][17]

- P. Kuylenstierna, Vänersborg:
  - Wenersborg (ångfartyg byggt 1864 på Motala Verkstad) 1864-1869 Göteborg-Vänersborg-Upperud-Hällekis-Lidköping.[18]

- Ångbåts AB Necken, Göteborg:
  - Necken (ångfartyg byggt 1868 på Lindholmen) 1868-1937 Göteborg-Trollhättan.[19][20]
  - Elfkungen (I) (ångfartyg byggt 1859 på Keillers Werkstad) 1869-1880 Särö-Göteborg-Trollhättan.[21][22]
  - Elfdrottningen (ångfartyg byggt 1875 på Lindholmen) 1876-1880 Särö-Göteborg-Trollhättan.[21][23]

- Otto Lindberg, Göteborg
  - Thorskog (I) (ångfartyg byggt 1871 på Thorskogs Mekaniska Verkstad), 1871-1876 Göteborg-Lödöse.[14]

- Nya Ångbåts AB Lilla Edet:
  - Lilla Edet (II) (ångfartyg byggt 1873 på Keillers Werkstad, omdöpt till Särö (II) 1901) 1873-1907 Särö-Göteborg-Lilla Edet.[6][24]
  - Elffröken (ångslup byggd 1863 som Sjöfröken på Lindholmen) 1879-1908 Göteborg-Lilla Edet.[21][25]
  - Göta Elf (II) (ångfartyg byggt 1884 på Torskog) 1884-1908 Göteborg-Lilla Edet, förliste 1908 vid Lilla Bommen, Göteborg, 26 omkomna, bärgades.[5][26]

- Ångbåts AB Inland, Kungälv (1876-1917):
  - Inland (ångfartyg byggt 1876 på Lindholmen) 1876-1881 Göteborg-Kungälv-Kornhall-Tjörn.[5][27]
  - Tessin (ångfartyg byggt 1870 på Lindholmen) 1876-1881 Göteborg-Kungälv-Kornhall.[14][15]
  - Nordre Elf (I) (ångfartyg byggt 1866 som Elfkungen (II) på Lindholmen) 1889-1898 Göteborg-Kungälv-Kornhall.[8][9]
  - Nordre Elf (II) (ångfartyg byggt 1898 på Torskog) 1898-1917 Göteborg-Kungälv-Kornhall.[28][29]
  - Venern (ångfartyg byggt 1872 i Vänersborg).

- Lilla Edets Ångbåtsbolag (J.F. Bodén), Lilla Edet:
  - Hebe (ångfartyg byggt 1880 på Torskog) 1881-1884 Göteborg-Lilla Edet.[5]

- Ångfartygs AB Elfkungen, Vargön:
  - Elfkungen (I) (ångfartyg byggt 1859 på Lindholmen) 1881-1886 Särö-Göteborg-Trollhättan.[21][22]
  - Elfkungen (II) (ångfartyg byggt 1866 på Lindholmen) 1886-1888 Göteborg-Trollhättan.[8][9]
  - Elfkungen (III) (ångfartyg byggt 1881 som Blekinge på Oskarshamns Mekaniska Verkstad) 1888-1937 Göteborg-Trollhättan.[30][31]

- Marstrands Nya Ångfartygs AB, Marstrand (1875-1951):
  - Tessin (ångfartyg byggt 1870 på Lindholmen) 1881-1889 Göteborg-Kungälv-Kornhall.[14][15]

- Motala Ströms Ångfartygs AB, Motala:
  - Juno (I) (ångfartyg byggt 1872 på Motala Verkstad) 1882-1885 Göteborg-Trollhättan-Vänersborg-Karlstad-Kristinehamn-Mariestad-Lidköping[32]

- Ångfartygs AB Nohl, Nol:
  - Nohl (ångfartyg byggt 1883 på Wilhelmsbergs Mekaniska Verkstad, Göteborg) 1883-1905.[19][33]
  - Elfängen (I) (ångfartyg byggt 1865 som Runan på Bergsunds Mekaniska Verkstad, Stockholm) 1888-1898.[30][34]
  - Elfängen (II) (ångfartyg byggt 1899 på Eriksberg) 1899-1939 Göteborg-Lilla Edet.[30][35]
  - Prinsessan Ingeborg (ångfartyg byggt 1899 på Bergsunds Mekaniska Verkstad) 1912-1916 Göteborg-Lilla Edet, förliste 1916 vid Eriksberg, bärgades.[16][36]

- Nordre Elfs Ångbåts AB:
  - Nordre Elf (I) (ångfartyg byggt 1866 som Elfkungen (II) på Lindholmen) 1888-1889 Göteborg-Kungälv-Kornhall.[8][9]

- Ångfartygs AB Turisten, Trollhättan (1891-1918):
  - Turisten (I) (ångfartyg byggt 1860 som Garibaldi på Södra varvet, Stockholm) 1891-1908 Göteborg-Trollhättan.[14][37]
  - Turisten (II) (ångfartyg byggt 1908 på Eriksberg) 1908-1918 Göteborg-Trollhättan.[14][38]

- Ångbåts AB Karl Gustaf, Nol:
  - Karl Gustaf (ångslup byggd 1866 som Lidingö på Lindholmen) 1891-1897 Göteborg-Nol.[10][39]

- Kungälfs Nya Ångbåts AB (1895-1930):
  - Vinga (ångfartyg byggt 1891 på Bergsunds Mekaniska Verkstad) 1896-1930 Göteborg-Kungälv-Kornhall.[40][41]
  - Freja (ångfartyg byggt 1877 som Kalmarsund N:o 5 på Motala Verkstad) 1905-1918 Göteborg-Kungälv-Kornhall.[30][42]

- Ångbåts AB Romeo, Göteborg:
  - Romeo (ångslup byggd 1866 som Lidingö på Lindholmen) 1897-1908 Göteborg-Lödöse.[10][39]

- A.G. Friländer, Göteborg:
  - Tessin (ångfartyg byggt 1870 på Lindholmen) 1903-1911 Särö-Göteborg-Trollhättan, grundstötte och sjönk vid Tjurholmen, Romelanda församling, sex personer omkom, fartyget bärgades.[14][15]

- Kungälvs stad:
  - Erik (ångslup) 1905-1906 Torget, Kungälv-Jordfallet (Bohus).[30]
  - Kungälf (ångfartyg byggt på Lundby Mekaniska Verkstad, Göteborg 1906) 1907-1940 Torget, Kungälv-Jordfallet (Bohus).[43][44]

- Knut Kihlman, Västerlanda socken
  - Lilla Edet (III) (ångfartyg byggt 1897 som Juno (II) i Karlstad) 1933-1939.[6]

- Anders Melin Pettersson, Nödinge:
  - Turisten (III) (ångslup byggd 1866 som Lidingö på Lindholmen) 1934-1937.[39]

- Pandion AB, Göteborg:
  - Elfängen (II) (ångfartyg byggt 1899 på Eriksberg) 1942-1956 Göteborg-Vänersborg.[30][35]

- Ångfartygs AB Göta Elf, Holmen, Västerlanda socken

- För ospecificerade bolag:
  - Wadman, förliste i Göteborg.
  - Wettern (I), hjulångare omdöpt 1843 till Westergötland 1838-.
  - Wettern (II), ångfartyg, Göteborg-Mariestad under mitten av 1840-talet, Göteborg-Askersund från mitten av 1850-talet till mitten av 1860-talet.[45]
  - Wenern (ångfartyg byggt 1853 på Keillers Werkstad) 1853-1859 Göteborg-Trollhättan-Karlstad.[46]
  - Thorskog (II) (ångslup byggd 1866 som Kongelf (1866)) 1875-.[10][12]
  - Elfprinsen (ångslup byggd 1866 som Kongelf (1866)), kolliderade 1883 med ångfartyget Hebe vid Honeröds brygga, Romelanda och sjönk, bärgades senare.[30][12]
  - Trollhättan, ångslup 1928-1935.